# Vương Đức
Vương Đức có tên đầy đủ Vương Tuấn Đức (sinh 1957) là đạo diễn điện ảnh người Việt Nam, ông được biết đến qua các phim Những người thợ xẻ, Của rơi và Rừng đen... Ông từng giữ vị trí Giám đốc Hãng phim truyện Việt Nam từ năm 2009.

## Tiểu sử và sự nghiệp
Vương Đức sinh năm 1957 tại Hà Nội, ông có một anh trai tên Vương Hòa và một em trai tên Vương Nam. Bố ông là nhà viết kịch Vương Lan, quê gốc Nghệ An; Vương Đức là người con duy nhất theo lĩnh vực nghệ thuật. Năm 1975 ông học tại Đại học ngoại ngữ để chuẩn bị du học Liên Xô sau khi trúng tuyển vào khoa Hóa phóng xạ, nhưng ông lại theo học ngành điện ảnh tại trường VGIK, Liên Xô từ năm 1976 cùng với Việt Linh, Phương Hoa, Ngô Phương Lan, Hồng Ngát.
Tại Liên Xô, Vương Đức theo học lớp quay phim cho đến năm 1980, ông tham gia làm bộ phim tài liệu – là bài tập tốt nghiệp – về Đặng Thái Sơn do Trần Duy Hinh đạo diễn. Khi giúp bạn học đỡ máy quay từ trên cao, Vương Đức bị chân máy quệt vào ngực, vết rách khiến ông bị tràn dịch màng phổi, ông phải nằm viện 6 tháng. Trong thời gian du học, Vương Đức được bạn bè nhận xét là một người đa năng. Sau vụ tai nạn, Vương Đức không còn đủ sức khỏe để làm quay phim nên ông chuyển sang học lớp đạo diễn.
Năm 1986, Vương Đức tốt nghiệp về nước và làm việc tại Hãng phim truyện Việt Nam, ông tham làm trợ lý cho đạo diễn Trần Phương trong phim Hoàng Hoa Thám. qua bộ phim này Vương Đức gặp được diễn viên Ngọc Bích, vợ của ông sau này. Năm 1993, ông được chỉ đạo bộ phim điện ảnh đầu tay là Cỏ lau, bộ phim giành được một giải thưởng quốc tế. Năm 1999, ông tiếp thành công khi bộ phim Những người thợ xẻ giành được giải Bông sen Bạc tại Liên hoan phim Việt Nam lần thứ 12 và giải A của Hội điện ảnh Việt Nam. Năm 2001, Vương Đức cùng một số đạo diễn của Việt Nam tham gia hỗ trợ sản xuất phim Người Mỹ trầm lặng. Bộ phim Của rơi do ông đạo diễn năm 2003 cũng đã giành giải Cánh diều Bạc. Vương Đức từng trả lời phỏng vấn rằng trong sự nghiệp, ông sẽ chỉ sản xuất 5 phim truyện điện ảnh.
Tiếp tục với đề tài khác thác rừng như Những người thợ xẻ, năm 2007 đạo diễn bộ phim Rừng đen. Bộ phim giành được Giải khuyến khích tại giải Cánh diều 2007 và Bông sen bạc tại Liên hoan phim Việt Nam lần thứ 16. Trong khoảng thời gian này, Vương Đức giữ vị trí Phó giám đốc phụ trách điện ảnh của Hãng phim truyện Việt Nam và là giảng viên khoa Đạo diễn của Đại học Sân khấu điện ảnh.
Năm 2009, Vương Đức giữ chức Giám đốc Hãng phim truyện Việt Nam và là vị giám đốc cuối cùng của hãng trước khi cổ phần hóa.
Năm 2012, ông nhận Giải thưởng Nhà nước với cụm 3 tác phẩm Điện ảnh: Cỏ lau, Những người thợ xẻ và Của rơi.
Bộ phim gần đây nhất và có thể là bộ phim cuối cùng mà Vương Đức làm đạo diễn là Nhà tiên tri, sản xuất năm 2015.

## Gia đình
Sau khi tốt nghiệp tại Liên Xô, Vương Đức về nước và kết hôn với Ngọc Bích, một nữ diễn viên soloist của Nhà hát Kịch Việt Nam và là chị gái của nghệ sĩ Đức Hải. Bà Ngọc Bích bỏ công việc tại Nhà hát để ở nhà buôn bán, đến năm 1994 bà trở lại làm diễn viên và công tác tại Nhà hát Tuổi trẻ.
Vợ chồng Vương Đức có một con gái cũng hoạt động trong lĩnh vực nghệ thuật.

## Tác phẩm
| Năm  | Tựa đề               | Vai trò   | Dạng phim            | Chú thích                          |
| ---- | -------------------- | --------- | -------------------- | ---------------------------------- |
| 1987 | Hoàng Hoa Thám       | Diễn viên | Điện ảnh             |                                    |
| 1993 | Cỏ lau               | Đạo diễn  | Điện ảnh             |                                    |
| 1996 | Những người thợ xẻ   | Đạo diễn  | Điện ảnh             |                                    |
| 2002 | Của rơi              | Đạo diễn  | Điện ảnh             |                                    |
| 2004 | Đảo khát             | Đạo diễn  | Điện ảnh truyền hình | đồng đạo diễn: Khuất Thị Vân Huyền |
| 2008 | Rừng đen             | Đạo diễn  | Điện ảnh             |                                    |
| 2009 | Kỳ nghỉ hè cuối cùng | Đạo diễn  | Điện ảnh truyền hình | [ 24 ]                             |
| 2015 | Nhà tiên tri         | Đạo diễn  | Điện ảnh             |                                    |

## Ghi nhận
Giải thưởng Nhà nước về Văn học nghệ thuật.